# Rejka

Rejka arabska

Rejka lacińska

Rejka lugrowa

Rejka – lekka reja zawieszona na maszcie ukośnie lub równolegle do niego (pionowo). W zależności od typu ożaglowania może być elementem nośnym głównego żagla lub żagla pomocniczego. Rejki są podnoszone z pokładu, w odróżnieniu od rei, które przeważnie wiszą na masztach na stałe (wyjątkiem jest bryfokreja).
Rodzaje rejek:
- w ożaglowaniu arabskim, lugrowym i łacińskim rejka nosi główny żagiel w danym typie ożaglowania
  - rejka arabska – wisząca pod niewielkim kątem, raczej centralnie względem masztu
  - rejka lugrowa – wisząca pod niewielkim kątem, wyraźnie niesymetrycznie
  - rejka łacińska – wisząca pod dużym kątem, niesymetrycznie, swoją przednią, krótszą częścią umocowana w okolicach dziobu jednostki
- rejka topslowa – stosowana w ożaglowaniu gaflowym dla znacznego zwiększenia powierzchni dodatkowego żagla (topsla) umieszczonego powyżej gafla. Stosowana jest w szeregu rozmaitych rozwiązań, od dodatkowego, umieszczonego pionowo gafla, aż do drzewca rozwieszonego centralnie, czasami wyposażonego nawet w bom.